# Решетников, Владимир Анатольевич
Владимир Анатольевич Решетников (род. 6 февраля 1960 года, Саратовская область, РСФСР, СССР) — генерал-майор медицинской службы ВС СССР и ВС РФ, начальник Саратовского военно-медицинского института (до 1999 года — Военно-медицинского факультета при Саратовском медицинском университете) в 1997—2006 годах; доктор медицинских наук, профессор. Председатель экспертного совета Высшей аттестационной комиссии при Министерстве науки и высшего образования РФ по медико-профилактическим наукам (с апреля 2022 г.). Советник при ректорате Первого Московского государственного медицинского университета имени И.М. Сеченова.

## Биография
После окончания гимназии №1 поступил на Саратовский военно-медицинский факультет, который окончил в 1983 году. Службу проходил в Прибалтийском военном округе. В 1985—1987 годах служил в Афганистане в полку под командованием Руслана Аушева начальником лазарета радиотехнической бригады в войсках ПВО и начальником медпункта мотострелкового полка 40-й армии. В 1987 году поступил в адъюнктуру Саратовского военно-медицинского факультета на кафедру военно-полевой терапии, защитил кандидатскую диссертацию в 1990 году и стал преподавателем кафедры токсикологии и медицинской защиты военно-медицинского факультета.
В дальнейшем Решетников занимал пост заместителя начальника факультета, став в 1993 году доцентом. В 1997 году стал начальником факультета, а в 1999 году защитил диссертацию на соискание учёной степени доктора медицинских наук. 19 августа 1998 года Военно-медицинский факультет при Саратовском медицинском институте был преобразован в Саратовский военно-медицинский институт, который теперь отвечал за подготовку офицерских кадров с высшим профессиональным образованием по специальности «лечебное дело» для ВС РФ, МВД, МЧС и Федеральной службы железнодорожных войск, а также за оказание специализированной медицинской помощи в регионе. С 1999 года Решетников — начальник института, пост занимал до 2006 года, позже назначен начальником Государственного института усовершенствования врачей Министерства обороны РФ. С февраля по май 2009 года — и. о. начальника 1 управления Главного военно-медицинского управления Министерства обороны Российской Федерации — заместителя начальника Главного военно-медицинского управления Министерства обороны Российской Федерации. В запас уволен Указом Президента Российской Федерации от 2 марта 2011 года.
В 2011—2012 годах занимал пост декана факультета управления и экономики здравоохранения Первого Московского государственного медицинского университета имени И.М. Сеченова, в 2012—2013 годах — проректор по лечебной работе. С 2013 года заведующий заведующий кафедрой общественного здоровья и здравоохранения имени Н.А. Семашко. Автор 211 публикаций (в т.ч. 11 монографий), заместитель председателя диссертационного совета Д.208.001.29. Член редакционного совета журналов «Проблемы здоровья и экологии», УО «Гомельский государственный медицинский университет», «Сеченовский вестник».
С апреля 2022 года — председатель экспертного совета Высшей аттестационной комиссии при Министерстве науки и высшего образования РФ по медико-профилактическим наукам. Советник при ректорате Первого Московского государственного медицинского университета имени И.М. Сеченова.

## Награды и звания
- Орден «За службу Родине в Вооруженных Силах СССР» III степени (1987)[2][5]
- Орден Пирогова (16 июня 2025) — за заслуги в подготовке высококвалифицированных специалистов, научно-педагогической деятельности и многолетнюю добросовестную работу
- Медаль «За безупречную службу» I, II и III степеней[3]
- Иные медали[3]
- Заслуженный врач Российской Федерации (2008)[2][5]
- Почётный профессор Воронежского государственного медицинского университета имени Н.Н. Бурденко (28 марта 2019)[6]
- Приглашенный профессор (Visiting Professor) Ташкентской медицинской академии (2018)[8]
- Приглашенный профессор (Visiting Professor) Гомельского государственного медицинского университета (2023)[9]
- Звание «Почётный доктор» Гомельского государственного медицинского университета (2025)[10]